# Rudolf Filkus
Rudolf Filkus (2. září 1927 – 17. prosince 2013) byl slovenský ekonom, vysokoškolský učitel, po sametové revoluci československý politik za Verejnosť proti násiliu, později zakladatel Hnutí za demokratické Slovensko, poslanec Sněmovny lidu Federálního shromáždění, ministr vlád Československa i samostatného Slovenska. V polovině 90. let po rozchodu s HZDS člen menších odštěpeneckých stran Aliancia demokratov Slovenska a Demokratická únia Slovenska.

## Biografie
V letech 1953–1972 působil jako vědecký pracovník Ekonomického ústavu SAV v Bratislavě, v letech 1972–1984 coby vědecký pracovník Ekonomického ústavu národohospodářského ústavu SAV. Jeho odborná i politická kariéra vyvrcholila v 90. letech. V roce 1990 byl vedoucím pracovníkem Ekonomického ústavu SAV, v období let 1991–1992 pak pracoval v Ústavu ekonomické teorie SAV.
V lednu 1990 nastoupil jako poslanec za hnutí Verejnosť proti násiliu v rámci procesu kooptací do Federálního shromáždění po sametové revoluci do Sněmovny lidu (volební obvod č. 177 – Zvolen, Středoslovenský kraj). Setrval zde jen do svobodných voleb roku 1990. V roce 1991 patřil mezi zakládající členy HZDS, které vzniklo rozštěpením VPN poté, co byl na jaře 1991 Vladimír Mečiar odvolán z postu slovenského premiéra. Filkus v reakci na odvolání Mečiara odstoupil z funkce ministra pro hospodářskou strategii SR (později formálně ministr pro hospodářskou strategii), kterou zastával v první vládě Vladimíra Mečiara. Od roku 1991 pak byl profesorem Vysoké školy ekonomické v Bratislavě. Na sněmu HZDS v Banské Bystrici v červnu 1991 byl Filkus zvolen předsedou Rady HZDS, v jejímž čele setrval do roku 1993.
Znovu se do federálního parlamentu vrátil až po volbách roku 1992, kdy (nyní již jako poslanec HZDS) zasedl do Sněmovny lidu, aby zde setrval až do zániku Československa v prosinci 1992. V této době zasedal v poslední federální vládě (vláda Jana Stráského) jako 1. místopředseda vlády.
Po vzniku samostatného Slovenska byl roku 1993 jmenován velvyslancem Slovenska v Rakousku. Téhož roku ovšem po rozkolu odešel z HZDS a v letech 1993–1994 byl členem a místopředsedou odštěpenecké formace Aliancia demokratov Slovenska, následně významným představitelem z ní vzešlé Demokratické unie Slovenska (DUS). Za ni byl v období březen – prosinec 1994 ministrem financí Slovenska ve vládě Jozefa Moravčíka. V letech 1994–1998 byl poslancem Národní rady Slovenské republiky za DUS.